# Kir2.4
Kir2.4 également connu sous le nom de canal potassique rectifiant entrant 14 est une protéine qui, chez l'homme, est codée par le gène KCNJ14 situé sur le chromosome 19 humain.

## Rôle
Ces canaux potassiques sont présents dans la plupart des cellules de mammifères où ils participent à une vaste gamme de réactions physiologiques. La protéine est une protéine membranaire intégrale de type canal potassique rectifiant entrant et joue probablement un rôle dans le contrôle de l'excitabilité des neurones moteurs. Deux variantes de transcription codant la même protéine ont été trouvées pour le gène KCNJ14

## Pour approfondir
- (en) Y. Kubo, J.P. Adelman et DE Clapham et al., « International Union of Pharmacology. LIV. Nomenclature and molecular relationships of inwardly rectifying potassium channels. », Pharmacol. Rev., vol. 57, no 4,‎ 2006, p. 509–526 (PMID 16382105, DOI 10.1124/pr.57.4.11)
- (en) M.F. Bonaldo, G. Lennon et M.B. Soares, « Normalization and subtraction: two approaches to facilitate gene discovery. », Genome Res., vol. 6, no 9,‎ 1997, p. 791–806 (PMID 8889548, DOI 10.1101/gr.6.9.791)
- (en) C. Töpert, F. Döring et E Wischmeyer et al., « Kir2.4: a novel K+ inward rectifier channel associated with motoneurons of cranial nerve nuclei. », J. Neurosci., vol. 18, no 11,‎ 1998, p. 4096–4105 (PMID 9592090)
- (en) C Töpert, F. Döring et C Derst et al., « Cloning, structure and assignment to chromosome 19q13 of the human Kir2.4 inwardly rectifying potassium channel gene (KCNJ14). », Mamm. Genome, vol. 11, no 3,‎ 2000, p. 247–249 (PMID 10723734, DOI 10.1007/s003350010047)
- (en) BA Hughes, G. Kumar et Y Yuan et al., « Cloning and functional expression of human retinal kir2.4, a pH-sensitive inwardly rectifying K(+) channel. », Am. J. Physiol., Cell Physiol., vol. 279, no 3,‎ 2000, C771–784 (PMID 10942728)
- (en) T Nagase, R Kikuno et O Ohara, « Prediction of the coding sequences of unidentified human genes. XXII. The complete sequences of 50 new cDNA clones which code for large proteins. », DNA Res., vol. 8, no 6,‎ 2002, p. 319–327 (PMID 11853319, DOI 10.1093/dnares/8.6.319)
- (en) RL Strausberg, E.A. Feingold et L.H. Grouse et al., « Generation and initial analysis of more than 15,000 full-length human and mouse cDNA sequences. », Proc. Natl. Acad. Sci. U.S.A., vol. 99, no 26,‎ 2003, p. 16899–16903 (PMID 12477932, PMCID 139241, DOI 10.1073/pnas.242603899)
- (en) D.S. Gerhard, L. Wagner et E.A. Feingold et al., « The status, quality, and expansion of the NIH full-length cDNA project: the Mammalian Gene Collection (MGC). », Genome Res., vol. 14, no 10B,‎ 2004, p. 2121–2127 (PMID 15489334, PMCID 528928, DOI 10.1101/gr.2596504)
- (en) Y Fang, G. Schram et VG, Romanenko et al., « Functional expression of Kir2.x in human aortic endothelial cells: the dominant role of Kir2.2. », Am. J. Physiol., Cell Physiol., vol. 289, no 5,‎ 2005, C1134–1144 (PMID 15958527, DOI 10.1152/ajpcell.00077.2005)
- (en) B.P. Tennant, Y. Cui, A Tinker et L.H. Clapp, « Functional expression of inward rectifier potassium channels in cultured human pulmonary smooth muscle cells: evidence for a major role of Kir2.4 subunits. », J. Membr. Biol., vol. 213, no 1,‎ 2007, p. 19–29 (PMID 17347781, PMCID 1973150, DOI 10.1007/s00232-006-0037-y)